# 6-(4-羧基苯基)-3-吡啶甲酸
6-(4-羧基苯基)-3-吡啶甲酸是一种有机化合物，化学式为C13H9NO4，它可以和过渡金属盐反应，构建单配体或双配体的金属有机框架材料，如UiO-67-dcppy、DMOF-1-dcppy、BMOF-1-dcppy等。

## 合成
6-(4-羧基苯基)-3-吡啶甲酸可由2-溴-5-甲基吡啶和4-甲基苯硼酸在催化下反应，得到5-甲基-2-(4-甲基苯基)吡啶后在乙酸-硫酸中用三氧化铬氧化制得。